# Ťi-šou
Ťi-šou (čínsky pchin-jinem Jíshǒu, znaky zjednodušené 吉首市) je městský okres a sídlo autonomního kraje Siang-si (celým názvem Tchuťiaoský a miaoský autonomní kraj Siang-si) v provincii Chu-nan v Číně.
Nachází se na západě provincie Chu-nan. Na severozápadě sousedí s okresem Chua-jüan a Pao-ťing, na severovýchodě s okresem Ku-čang, na jihovýchodě s okresem Lu-si a na jihozápadě s okresem Feng-chuang. Ťi-šou má rozlohu 1078,33 km2. V okresu se nachází čtyři (městské) čtvrti, pět městysů a jedna obec.